# The Rom
The Rom est le nom d'un skatepark situé à Hornchurch dans l'est de Londres. Ce skatepark a la particularité d'avoir été le premier d'Europe à être protégé comme monument historique.

## Présentation
Construit en 1978 sur un espace de 8 000 m2, le skatepark a été nommé en référence à la rivière Rom toute proche. En 2014 The Rom devient le premier skatepark européen à être classé au titre des monuments historiques, le deuxième au monde après Bro Bowl à Tampa (Floride).
En 2018, plusieurs bâtiments du site prennent feu. Cet incendie entraîne une augmentation des frais d'assurance que l'exploitant du site met en avant pour justifier la fermeture du skatepark au 1er septembre 2019.